# Michelle Maier
Pour les articles homonymes, voir Maier.
Michelle Maier, née le 31 mai 1991 à Rosenheim, est une coureuse de fond allemande spécialisée en course en montagne et en skyrunning. Elle est vice-championne d'Europe de kilomètre vertical 2017 et championne d'Allemagne de course en montagne 2016.

## Biographie
Michelle s'illustre dans la discipline de course en montagne en junior en remportant plusieurs titres de championne bavaroise et plusieurs médailles de bronze aux championnats nationaux.
Sa carrière décolle véritablement en 2016. Le 7 août, elle remporte le titre de championne d'Allemagne de course en montagne en battant le record du parcours de la course du Tegelberg. Une semaine plus tard, elle domine la course féminine de Sierre-Zinal. Courant seule en tête, elle remporte la victoire avec 6 minutes d'avance sur la tenante du titre Lucy Wambui Murigi. Qualifiée pour les championnats du monde de course en montagne à Sapareva Banya, elle préfère y renoncer pour courir le marathon de la Jungfrau le même week-end. Elle y termine deuxième, 11 minutes derrière Martina Strähl qui établit un nouveau record du parcours. Expliquant que son titre de championne d'Allemagne et sa qualification subséquente aux championnats du monde étaient une surprise et ne faisaient pas partie de ses plans, elle décide de ne plus faire partie de l'équipe nationale,.
Début 2017, elle se blesse à la fin du mois d'avril et prend un mois de pause pour récupérer. Elle reprend la compétition en juin où elle remporte le LGT Alpin Marathon avec 11 minutes d'avance sur Simona Staicu. Elle enchaîne avec la victoire à la Val Gardena Mountain Run qu'elle remporte avec 2 minutes d'avance sur la Kényane Joyce Muthoni Njeru. Le 13 octobre, elle termine deuxième du Vertical Grèste de la Mughéra. L'épreuve comptant pour les championnats d'Europe de skyrunning, elle remporte la médaille d'argent. Le lendemain, elle prend le départ de la Limone Extreme SkyRace. Talonnant Ragna Debats et Laura Orgué, elle s'empare des commandes de la course lorsque la Néerlandaise ralentit. Elle est cependant doublée par l'orienteuse Tove Alexandersson et termine deuxième. En fin de saison, elle remporte le Tour de Tirol en s'imposant sur les trois épreuves, dont le Kaisermarathon.
Elle est à nouveau blessée en 2019 et passe la majeure partie de l'année en convalescence. Elle fait son retour à la compétition en septembre. Pas complètement remise de ses blessures et incapable de revenir à un niveau compétitif, elle décide de mettre un terme à sa carrière sportive en 2021.

## Palmarès

### Course en montagne
| no  | féminin            | Course                                         | Longueur | Départ            | Temps           |
| --- | ------------------ | ---------------------------------------------- | -------- | ----------------- | --------------- |
| 40e | Médaille d'argent  | Course de montagne du Karwendel                | 11 km    | 20 juillet 2013   | 1 h 22 min 33 s |
| 16e | Médaille de bronze | Course de montagne du Karwendel                | 11 km    | 18 juillet 2015   | 1 h 18 min 37 s |
| 8e  | Médaille d'or      | Silvretta Run 3000 HARD                        | 37,9 km  | 16 juillet 2016   | 3 h 27 min 51 s |
| 44e | Médaille d'or      | Championnats d'Allemagne de course en montagne | 8 km     | 7 août 2016       | 45 min 56 s     |
| 37e | Médaille d'or      | Sierre-Zinal                                   | 31 km    | 14 août 2016      | 2 h 58 min 40 s |
| 12e | Médaille d'argent  | Marathon de la Jungfrau                        | 42,2 km  | 10 septembre 2016 | 3 h 30 min 22 s |
| 32e | Médaille de bronze | Course de montagne du Hochfelln                | 8,9 km   | 25 septembre 2016 | 52 min 12 s     |
| 31e | Médaille d'argent  | Verticale du Grand Serre                       | 1,8 km   | 2 octobre 2016    | 37 min 8 s      |
| 5e  | Médaille d'or      | Kaisermarathon                                 | 42 km    | 8 octobre 2016    | 3 h 41 min 56 s |
| 12e | Médaille d'or      | LGT Alpin Marathon                             | 42,2 km  | 10 juin 2017      | 3 h 36 min 30 s |
| 6e  | Médaille d'or      | Val Gardena Mountain Run                       | 14,5 km  | 9 juillet 2017    | 1 h 23 min 53 s |
| 29e | Médaille d'argent  | Course de montagne du Grossglockner            | 13,4 km  | 16 juillet 2017   | 1 h 29 min 40 s |
| 10e | Médaille d'or      | Course de Schlickeralm                         | 11,5 km  | 30 juillet 2017   | 1 h 7 min 58 s  |
| 6e  | Médaille d'or      | Glacier 3000 Run                               | 26 km    | 5 août 2017       | 2 h 41 min 34 s |
| 70e | Médaille d'argent  | Sierre-Zinal                                   | 31 km    | 13 août 2017      | 3 h 5 min 11 s  |
| 16e | Médaille d'argent  | Marathon de la Jungfrau                        | 42,2 km  | 9 septembre 2017  | 3 h 23 min 7 s  |
| 26e | Médaille de bronze | Course de montagne du Hochfelln                | 8,9 km   | 24 septembre 2017 | 51 min 12 s     |
| 5e  | Médaille d'or      | Kaisermarathon                                 | 42 km    | 7 octobre 2017    | 3 h 48 min 28 s |
| 5e  | Médaille d'or      | LGT Alpin Marathon                             | 42,2 km  | 16 juin 2018      | 3 h 28 min 43 s |
| 25e | Médaille d'argent  | Course de Schlickeralm                         | 11,5 km  | 29 juillet 2018   | 1 h 8 min 53 s  |
| 30e | Médaille d'argent  | Thyon-Dixence                                  | 16,35 km | 5 août 2018       | 1 h 28 min 56 s |
| 73e | Médaille d'argent  | Sierre-Zinal                                   | 31 km    | 12 août 2018      | 3 h 1 min 30 s  |
| 36e | Médaille d'or      | Montée du Skåla                                | 5,8 km   | 18 août 2018      | 52 min 1 s      |
| 15e | Médaille d'argent  | Course de montagne du Kitzbüheler Horn         | 10,5 km  | 26 août 2018      | 57 min 0 s      |
| 29e | Médaille d'argent  | Marathon de la Jungfrau                        | 42,2 km  | 8 septembre 2018  | 3 h 29 min 25 s |
| 13e | Médaille d'or      | Drei Zinnen Alpine Run                         | 17,5 km  | 15 septembre 2018 | 1 h 42 min 34 s |
| 41e | Médaille de bronze | Course de montagne du Hochfelln                | 8,9 km   | 30 septembre 2018 | 52 min 6 s      |
| 4e  | Médaille d'or      | Kaisermarathon                                 | 42 km    | 6 octobre 2018    | 3 h 49 min 52 s |

### Skyrunning
| no  | féminin            | Course                                                   | Longueur | Départ          | Temps           |
| --- | ------------------ | -------------------------------------------------------- | -------- | --------------- | --------------- |
| 31e | Médaille d'argent  | Verticale du Grand Serre                                 | 1,8 km   | 2 octobre 2016  | 37 min 8 s      |
| 7e  | Médaille de bronze | Ultimate Tsaigu                                          | 50 km    | 22 avril 2017   | 5 h 5 min 53 s  |
| 41e | Médaille d'argent  | Championnats d'Europe de skyrunning - Kilomètre vertical | 3,2 km   | 13 octobre 2017 | 46 min 13 s     |
| 35e | Médaille d'argent  | Limone Extreme SkyRace                                   | 29 km    | 14 octobre 2017 | 3 h 43 min 3 s  |
| 29e | Médaille d'argent  | Vertical Grèste de la Mughéra                            | 3,2 km   | 12 octobre 2018 | 45 min 23 s     |
| 60e | 4e                 | Limone Extreme SkyRace                                   | 29 km    | 13 octobre 2018 | 3 h 48 min 36 s |